# Agnus Dei
Agnus Dei eller Guds lam er en symbolsk figur brugt i kunst og blandt andet i våbenskjold og segl. 
Sædvanligvis bliver figuren afbildet som et lam med et kors eller en fane. Lammet står og holder korset eller fanen i det ene, bøjede forben, sådan, at korset/fanen går på skrå over lammets ryg. Hvis lammet holder en fane, er flagmotivet normalt et kors. Nogle gange er lammet gengivet med en cirkelrund glorie om hovedet.
Man finder som regel Guds lam i våbenskjold helt fra middelalderen, men i Norge særlig i 1600 og 1700-tallet. Et Guds lam med korsflag indgik som våben for Gotland blandt felterne i de dansk-norske unionskongers våben. I byseglet for Visby er der et Guds lam fra ca, 1280.
I norske person- og slægtsvåben findes Guds lam, bl.a. i skjoldet for slægten Faye, som er brugt fra sidste del af 1700-tallet, og i hjelmtegnet til slægten Lammers. En variant er en buk med korsflag i skjoldet for slægten Kallevig (fra og med Salve J. K. død 1794).